# Abbazia di Noirlac
L'abbazia di Noirlac è un monastero cistercense fondato nel 1136 ed attualmente secolarizzato, restaurato e convertito in un museo; dal 1909 è proprietà pubblica del dipartimento dello Cher, in Francia.

## Storia
Il suo promotore fu Robert de Châtillon, nipote di san Bernardo. Châtillon fondò il monastero con monaci provenienti dall'Abbazia di Cîteaux in un luogo fertile e ben raggiungibile, nei dintorni della città di Saint-Amand-Montrond, lungo il fiume Cher (luogo di intenso traffico commerciale per l'epoca) e lungo l'antica via romana, in contraddizione con la regola cistercense di installare le abbazie in luoghi isolati. Il primo nome del monastero fu «Maison-Dieu», ma a partire dal 1290 è conosciuto come «Noirlac» (in francese: Lago nero) essendo situata presso un luogo paludoso dove annegò il figlio del signore di Charenton.
Originariamente l'abbazia patì gravi difficoltà economiche, che si ridussero grazie alla gestione dello stesso Bernardo di Chiaravalle che ottenne dal consigliere di Luigi VII, l'abate Suger, una fornitura di grano. In seguito, con il patrocinio di Ebbe VI de Charenton acquisì in breve tempo grande prestigio e alla fine dell'XI secolo era già un'abbazia molto fiorente. Nel XIV secolo, durante la guerra dei Cent'Anni il monastero fu occupato dalle troppe di Robert Knolles. Alla fine del XV secolo la comunità attraversa una crisi spirituale, con casi di indisciplina, apostasia e addirittura di omicidio che preoccupavano il capitolo generale dell'ordine. A partir dal 1530 gli abati furono nominati direttamente dal re e scelti fra persone estranee alla comunità. Nel 1650 subì gravi danni negli scontri fra i contadini che si opponevano al principe di Condé e l'esercito reale. Nel 1730 l'abbazia fu ricostruita e le sue dipendenze monastiche subirono profonde trasformazioni. 
Con la Rivoluzione francese l'abbazia fu secolarizzata e dal 1791 confiscata e demanializzata. La sua trasformazione in una fabbrica di porcellana nel 1820 comportò radicali cambiamenti, con l'installazione di officine e pertinenze industriali. Nel 1918 vi furono alloggiate le truppe americane durante la prima guerra mondiale e, dopo essere stata utilizzata anche per dare asilo ai rifugiati repubblicani durante la Guerra civile spagnola, fu adibito a ricovero per anziani. Dopo diverse ristrutturazioni negli anni 1950 e 1990, è stata riportata al suo originale aspetto monastico e ospita un museo. Le vetrate moderne sono state realizzate dall'artista francese Jean-Pierre Raynaud.

## Architettura
L'Abbazia di Noirlac è perfettamente riscontrante con le caratteristiche dell'arte cistercense e, dopo le ristrutturazioni, è uno dei conventi meglio conservati di Francia.

### La chiesa
La costruzione della chiesa presente all'interno del monastero fu iniziata nel 1150 e conclusa nel XII secolo. La chiesa ha tre navate separate, il transetto cinque absidi. Le navate sono separate da robusti pliastri rettangolari: quella centrale, più elevata, dispone di otto tratti coperti da volte ogivali. Serpeggia una forte austerità decorativa tipica dell'arte cistercense.

### Il chiostro
Gli archi presenti sui lati meridionale ed orientale sono originari del XVI secolo e mostrano uno stile gotico.

## Galleria d'immagini

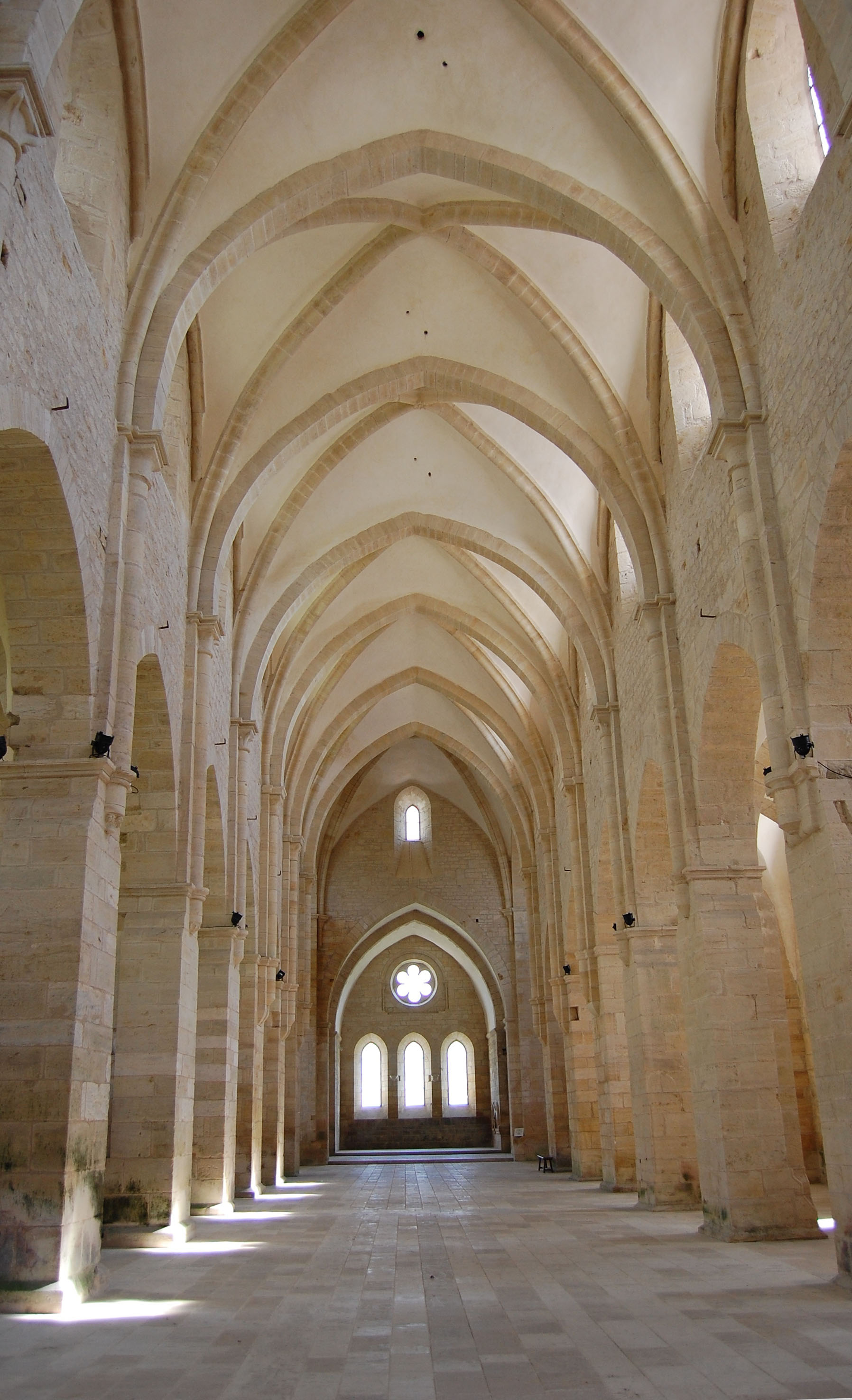
La navata della chiesa all'interno dell'Abbazia
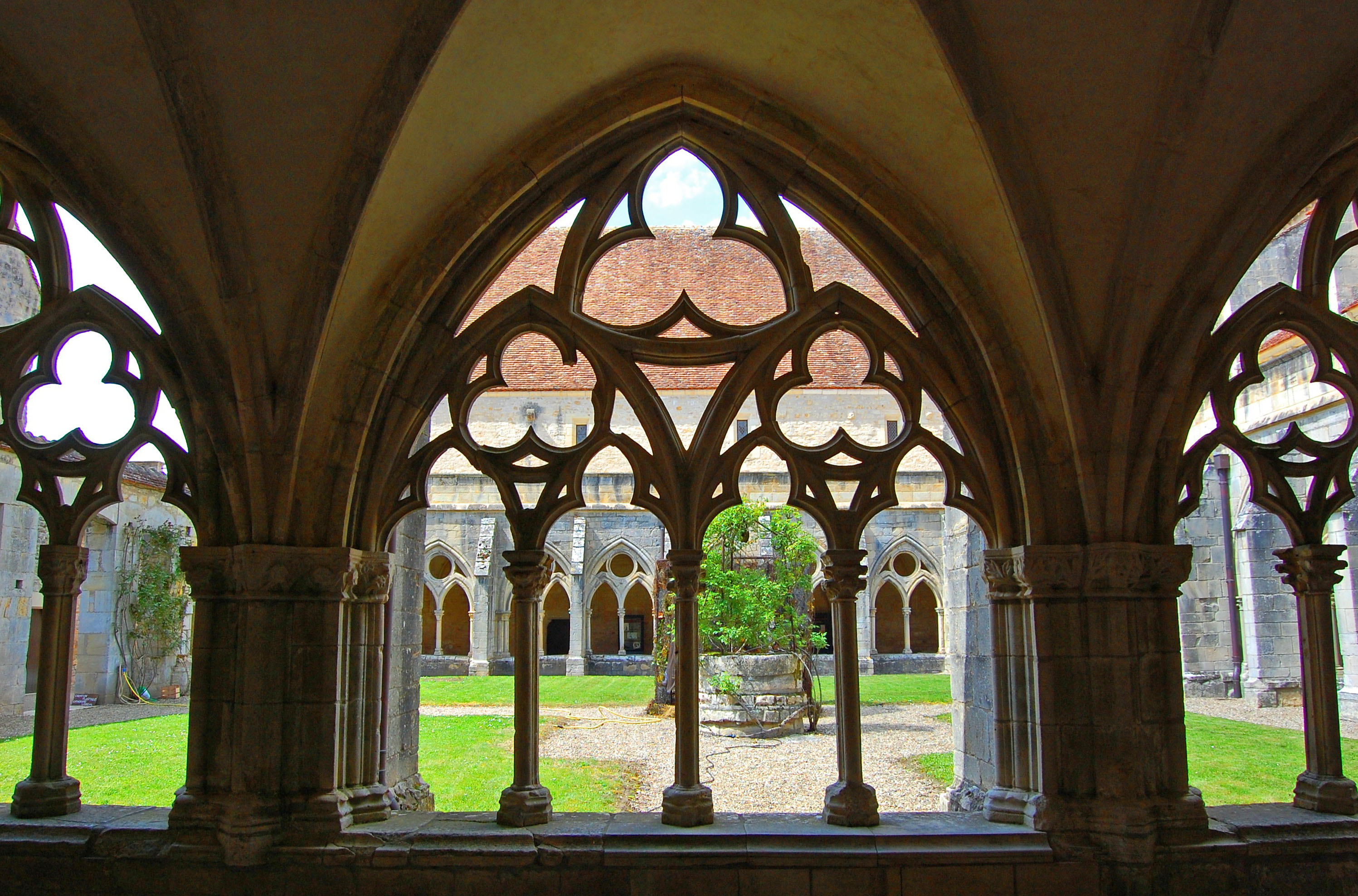
Particolare degli archi che ornano il chiostro
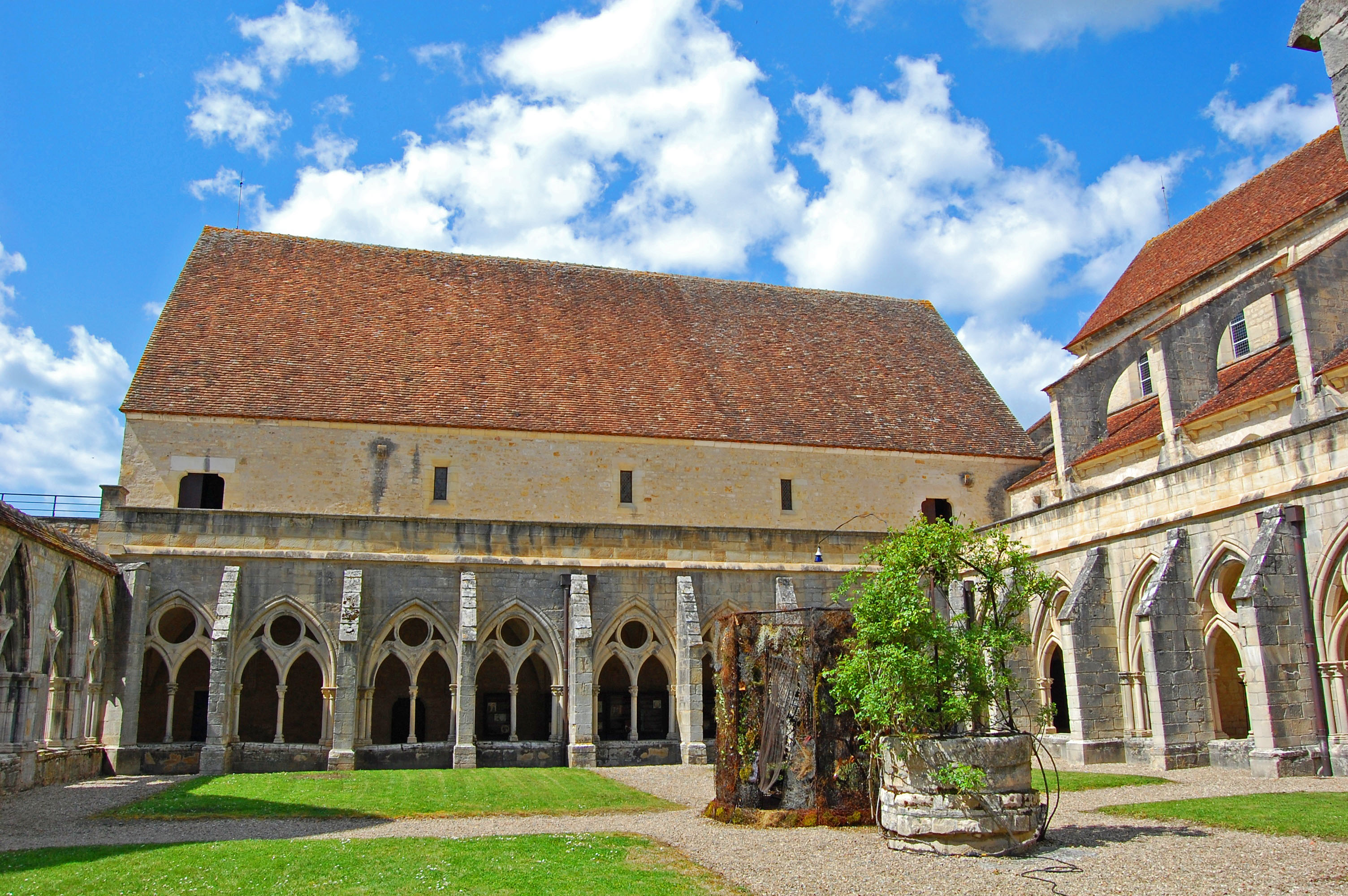
Pozzo al centro del Chiostro dell'abbazia
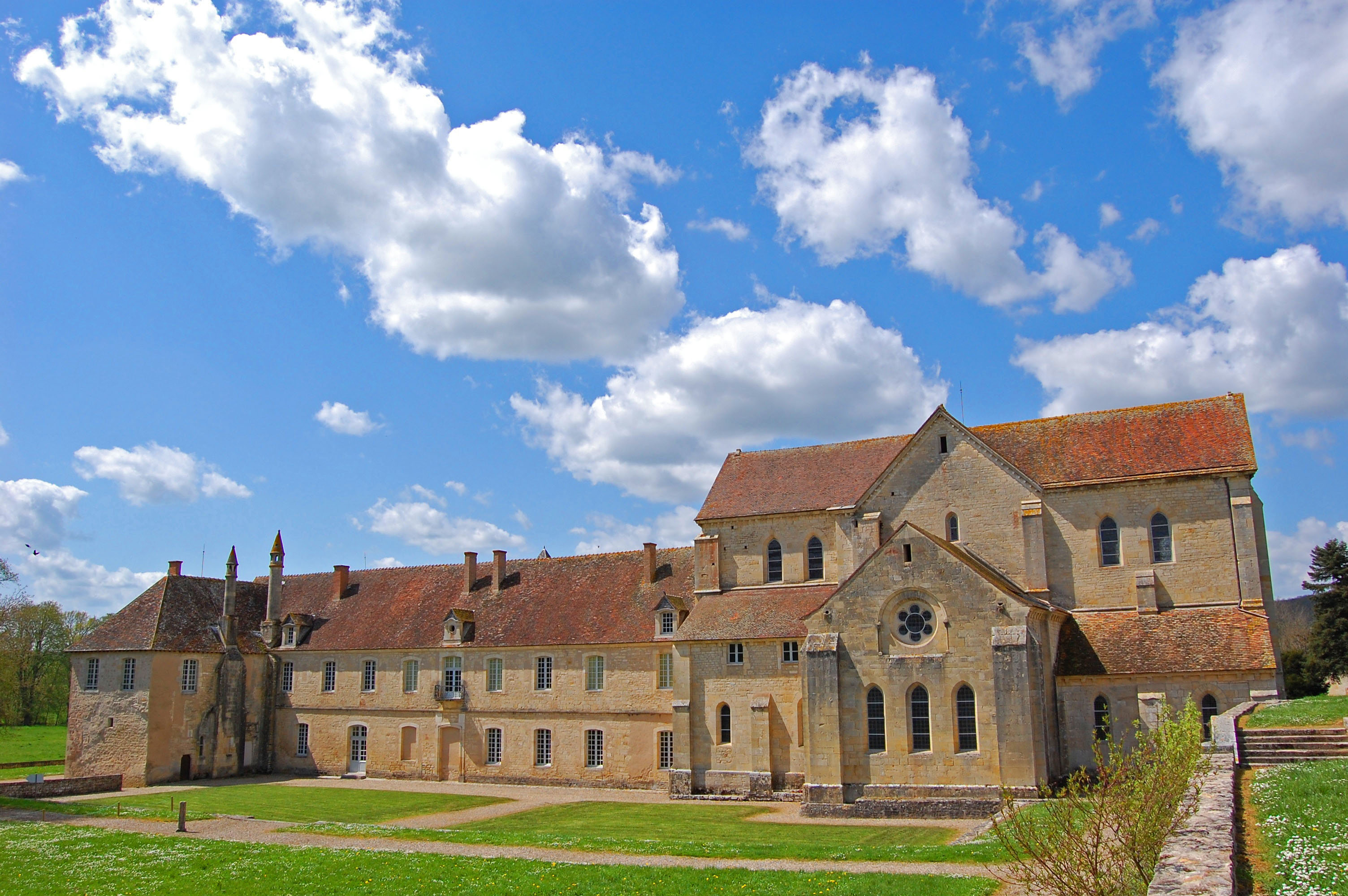
Facciata Est dell'abbazia
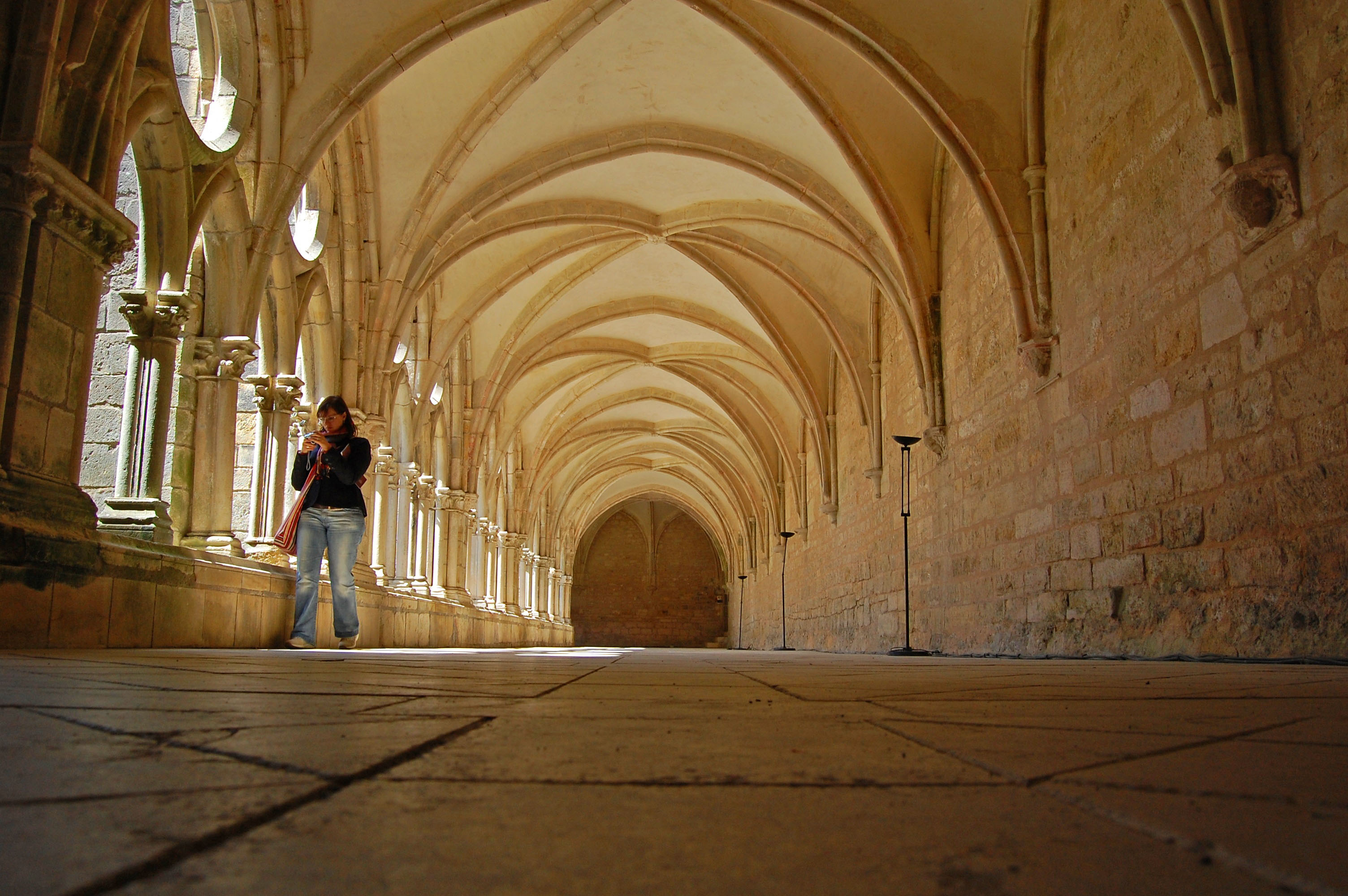
Archi del chiostro coperto.